# Дінейру
Дінейру (порт. dinheiro) — білонна монета Португальського королівства, що карбувалась з кінця XII століття і залишалась розрахунковою одиницею приблизно до 1502 року. З метою обліку 12 дінейру дорівнювали 1 сольдо, а 20 сольдо дорівнювали одній лібрі (фунту). При цьому соліди та лібри залишались лише обліковими грошовими одиницями, як монети карбувались лише дінейру.

## Історія
Перші португальські монети були карбовані вже за часів першого португальського короля Афонсу I (роки правління 1139—1185). Приблизно після 1179 року він наказав випустити монети номіналом в один дінейру та пів дінейру (так звану меалха). Прообразом для перших португальських монет став іспанський дінеро і, як і дінеро, їх карбували з низькопробного срібла (білону). Дінейро ходили на місцевому ринку разом із візантійськими силіквами та мавританськими дирхемами та динарами.

### Заміна на турнез та реал
Близько 1200 року Санчо I почав карбувати золотий мурабітіну (за зразком мусульманського мараведі), вартістю 15 сольдо. Століттям пізніше, за часів правління короля Дініша (1279—1325), за зразком французького гро турнуа (лат. grossus denarius turnosus) введено срібний турнез (порт. tornês), вартий 5+1⁄2 сольдо.
Ці монети були замінені в середині XIV століття за короля Педру I (1357–1367) реалом, який був введений одночасно з іспанським реалом.
Останні португальські дінейрос були викарбувані за короля Фернанду I (1367—1383). У 1380 році король Фернанду I ввів кілька нових монет. З'явились золота добра (порт. dobra) вартістю 6 лібр, срібні реали вартістю 10 сольдо та різні білонні монети, деякі з назв яких походили від військового спорядження, яке використовували французи, які допомагали Португалії у війні проти Кастилії, наприклад, піларте (порт. pilarte) вартістю сім дінейру.
Під час правління короля Жуана I введено новий реал, відомий як «реал в 3+1⁄2 лібри» або «реал бранко». Він коштував 70 сольдо і 840 діньейро та став неофіційною розрахунковою одиницею на початку правління наступника Жуана I (короля Дуарте I) у 1433 році. Остаточно реал замінив дінейру як офіційна розрахункова одиниця біля 1502 року.
У сучасній португальській мові слово «dinheiro» означає загальний термін «гроші».